# Pseudohelicomyces
Pseudohelicomyces is een monotypisch geslacht van schimmels behorend tot de familie Hymenogastraceae. De typesoort is Pseudohelicomyces albus.

## Soorten
Volgens Index Fungorum bevat het geslacht een soorten (peildatum november 2023):
| Soortnaam               | Auteur(s)            | Publicatiejaar |
| ----------------------- | -------------------- | -------------- |
| Pseudohelicomyces albus | Garnica & E. Valenz. | 2000           |